# Futebol Clube Tirsense
Il Futebol Clube Tirsense, meglio noto come Tirsense, è una società calcistica portoghese con sede nella città di Santo Tirso.

## Storia
In otto occasioni ha preso parte alla prima divisione nazionale, nella quale l'ultima presenza risale alla stagione 1995-1996.
Nella stagione 2024-2025, in cui militava nel Campeonato de Portugal (ovvero la quarta divisione portoghese), ha raggiunto la semifinale della Coppa di Portogallo per la prima volta nella sua storia, venendovi però sconfitto dal Benfica con un punteggio aggregato di 9-0.

## Palmarès

### Competizioni nazionali
- Segunda Divisão: 1

1969-1970
- Segunda Liga: 1

1993-1994

### Altri piazzamenti
- Coppa di Portogallo:

Semifinalista: 2024-2025
- Segunda Liga:

Terzo posto: 1991-1992
- Terceira Divisão:

Secondo posto: 2006-2007